# Calociasma laius
Calociasma laius är en fjärilsart som beskrevs av Frederick DuCane Godman och Osbert Salvin 1868. Calociasma laius ingår i släktet Calociasma och familjen Riodinidae. Inga underarter finns listade i Catalogue of Life.